# Entodon seductrix
Entodon seductrix är en bladmossart som beskrevs av C. Müller 1846. Entodon seductrix ingår i släktet Entodon och familjen Entodontaceae. Inga underarter finns listade i Catalogue of Life.